# Bruceomyia punctigera
Bruceomyia punctigera är en tvåvingeart som först beskrevs av Austen 1909.  Bruceomyia punctigera ingår i släktet Bruceomyia och familjen husflugor. Inga underarter finns listade i Catalogue of Life.